# Neatishead
Neatishead är en ort och civil parish i Storbritannien.   Den ligger i grevskapet Norfolk och riksdelen England, i den sydöstra delen av landet, 170 km nordost om huvudstaden London. Neatishead ligger 7 meter över havet och antalet invånare är 537.
Terrängen runt Neatishead är mycket platt, och sluttar österut. Runt Neatishead är det tätbefolkat, med 319 invånare per kvadratkilometer. Närmaste större samhälle är Norwich, 16,5 km sydväst om Neatishead. Trakten runt Neatishead består till största delen av jordbruksmark.